# Ministr pro Indii
Ministr pro Indii, respektive státní sekretář pro Indii (Secretary of State for India), byla funkce ve vládě Spojeného království v letech 1858–1947. Ministr pro Indii byl nejvyšším představitelem státní správy v Indii v 19. a 20. století, ministerstvo (India Office) bylo známo pod zkratkou IO. Úřad zanikl po vyhlášení nezávislosti Indie v roce 1947.

## Historie úřadu

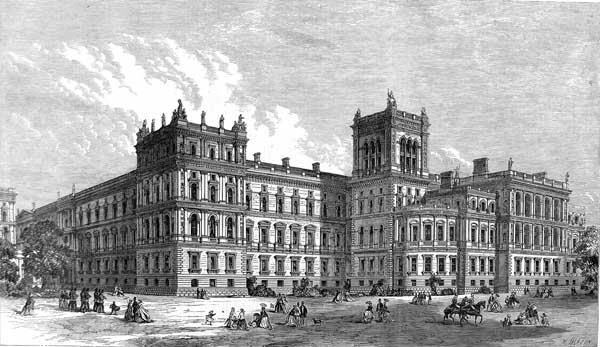
Sídlo ministerstva pro Indii v Londýně (1866)

Správu největší britské kolonie Indie zajišťovala původně Britská Východoindická společnost, jejíž chod ale provázela značná korupce a během válek v 18. století došlo ke značnému zadlužení. Zákonem o Indii (Pitt's India Act) z roku 1784 byla společnost postavena pod státní dozor, který vykonával kontrolní úřad Východoindické společnosti. Prezident úřadu byl členem britské vlády a v první polovině 19. století stále více zasahoval do správy Indie. Velké indické povstání z roku 1857 ukázalo neschopnost Východoindické společnosti spravovat nadále rozsáhlé území v jihovýchodní Asii. Zákon o Indii z roku 1858 (Government of India Act, 1858) převedl správu Indie přímo pod britskou korunu. Posledním prezidentem kontrolního úřadu byl Edward Smith-Stanley a prvním ministrem pro Indii se stal jeho syn lord Edward Stanley, který návrh na změnu postavení Indie vůči Británii předložil v Dolní sněmovně již v roce 1853.
Ministr pro Indii se sídlem v Londýně byl vrcholným představitelem státní správy Indie, byl mu podřízen i indický generální guvernér (zákonem z roku 1858 indický místokrál). Ministerstvo pro Indii (India Office) částečně převzalo administrativní aparát Východoindické společnosti, poradním orgánem ministra byl poradní sbor (Council of India). Indická rada měla 15 členů, zákonem bylo stanoveno, že 10 z 15 členů rady muselo alespoň deset let strávit v Indii. Usnesení indické rady byla pro ministra závazná jen ve výjimečných případech, například u státních finančních půjček. Stejně jako u jiných britských ministerstev platila nepsaná zásada (ne vždy dodržovaná), že pokud byl ministrem lord, jeho náměstek (státní podsekretář pro Indii - Undersecretary for India) musel být členem Dolní sněmovny, aby mohl obhajovat činnost úřad před poslanci. Naopak, pokud byl ministrem poslanec Dolní sněmovny, jeho náměstkem byl zpravidla člen Sněmovny lordů. Jediným politikem, který byl během své kariéry ministrem pro Indii a také indickým místokrálem, byl 1. markýz z Riponu.
V roce 1937 byla prohlášena korunní kolonií Barma, která byla od roku 1866 součástí Britské Indie. V návaznosti na to se změnil statut ministra pro Indii (od roku 1937 Secretary of State for India and Burma). Po druhé světové válce prosadil Indický národní kongres spolu s Gándhího aktivitami nezávislost Indie. Britský Zákon o nezávislosti Indie z roku 1947 uznal samostatnost Indie. Ministerstvo pro Indii téhož roku zaniklo, poslední ministr pro Indii William Hare, 5. hrabě z Listowelu se stal ministrem pro Barmu, ale i ta v roce 1948 vyhlásila nezávislost. Vztahy s bývalými britskými koloniemi převzalo ministerstvo pro záležitosti Commonwealthu.

## Seznam ministrů pro Indii
| Jméno                                                 | Foto | Nástup do funkce  | Konec funkce      | Životní data |
| ----------------------------------------------------- | ---- | ----------------- | ----------------- | ------------ |
| Edward Stanley, lord Stanley                          |      | 2. srpna 1858     | 18. června 1859   | 1826–1893    |
| Sir Charles Wood                                      |      | 18. června 1859   | 16. února 1866    | 1800–1885    |
| George Robinson, 2. hrabě z Riponu                    |      | 16. února 1866    | 6. července 1866  | 1827–1909    |
| Robert Cecil, 3. markýz ze Salisbury                  |      | 6. července 1866  | 8. března 1867    | 1830–1903    |
| Sir Stafford Northcote                                |      | 8. března 1867    | 9. prosince 1868  | 1818–1887    |
| George Campbell, 8. vévoda z Argyllu                  |      | 9. prosince 1868  | 21. února 1874    | 1823–1900    |
| Robert Cecil, 3. markýz ze Salisbury                  |      | 21. února 1874    | 2. dubna 1878     | 1830–1903    |
| Gathorne Gathorne-Hardy, 1. vikomt Cranbrook          |      | 2. dubna 1878     | 28. dubna 1880    | 1814–1906    |
| Spencer Cavendish, markýz z Hartingtonu               |      | 28. dubna 1880    | 16. prosinec 1882 | 1833–1908    |
| John Wodehouse, 1. hrabě z Kimberley                  |      | 16. prosince 1882 | 24. června 1885   | 1826–1902    |
| Lord Randolph Spencer-Churchill                       |      | 24. června 1885   | 6. února 1886     | 1849–1895    |
| John Wodehouse, 1. hrabě z Kimberley                  |      | 6. února 1886     | 3. srpna 1886     | 1826–1902    |
| Richard Assheton Cross, 1. vikomt Cross               |      | 3. srpna 1886     | 18. srpna 1892    | 1814–1906    |
| John Wodehouse, 1. hrabě z Kimberley                  |      | 18. srpna 1892    | 10. března 1894   | 1826–1902    |
| Henry Hartley Fowler                                  |      | 10. března 1894   | 4. července 1895  | 1830–1911    |
| Lord George Francis Hamilton                          |      | 4. července 1895  | 6. října 1903     | 1845–1927    |
| St John Brodrick                                      |      | 6. říjen 1903     | 11. prosinec 1905 | 1856–1942    |
| John Morley, 1. vikomt Morley                         |      | 11. prosince 1905 | 7. listopadu 1910 | 1838–1923    |
| Robert Milnes-Crewe, 1. hrabě z Crewe                 |      | 7. listopadu 1910 | 7. března 1911    | 1858–1945    |
| John Morley, 1. vikomt Morley                         |      | 7. března 1911    | 25. března 1911   | 1838–1923    |
| Robert Milnes-Crewe, 1. hrabě z Crewe                 |      | 25. března 1911   | 25. května 1915   | 1858–1945    |
| Austen Chamberlain                                    |      | 25. května 1915   | 17. července 1917 | 1863–1937    |
| Edwin Samuel Montagu                                  |      | 17. července 1917 | 19. března 1922   | 1879–1924    |
| William Peel, 2. vikomt Peel                          |      | 19. března 1922   | 22. ledna 1924    | 1867–1937    |
| Sydney Olivier, 1. baron Olivier                      |      | 22. ledna 1924    | 6. listopadu 1924 | 1859–1943    |
| Frederick Edwin Smith, 1. hrabě z Birkenheadu         |      | 6. listopadu 1924 | 18. října 1928    | 1872–1930    |
| William Peel, 2. vikomt Peel                          |      | 18. října 1928    | 7. června 1929    | 1867–1937    |
| William Wedgwood Benn                                 |      | 7. června 1929    | 25. srpna 1931    | 1877–1960    |
| Sir Samuel Hoare                                      |      | 25. srpna 1931    | 7. června 1935    | 1880–1959    |
| Lawrence Dundas, 2. markýz ze Zetlandu                |      | 7. června 1935    | 13. května 1940   | 1876–1961    |
| Leo Amery                                             |      | 13. květen 1940   | 3. srpna 1945     | 1873–1955    |
| Frederick Pethick-Lawrence, 1. baron Pethick-Lawrence |      | 3. srpna 1945     | 17. dubna 1947    | 1871–1961    |
| William Hare, 5. hrabě z Listowelu                    |      | 14. srpna 1947    | 4. ledna 1948     | 1906–1997    |